# Grant (Alabama)
Grant város az USA Alabama államában, Marshall megyében. Lakosainak száma 1039 fő (2020. április 1.).

## Népesség
A település népességének változása:
| Lakosok száma | 896  | 914  | 1039 |
|               | 2010 | 2013 | 2020 |